# Alexandra Tsiavu
Alexandra Tsiavu (en griego: Αλεξάνδρα Τσιάβου; Ioánina, 26 de septiembre de 1985) es una deportista griega que compitió en remo.
Participó en dos Juegos Olímpicos de Verano, obteniendo una medalla de bronce en Londres 2012, en la prueba de doble scull ligero y el sexto lugar en Pekín 2008, en la misma prueba.
Ganó cinco medallas en el Campeonato Mundial de Remo entre los años 2006 y 2012, y seis medallas en el Campeonato Europeo de Remo entre los años 2007 y 2012.

## Trayectoria
En los Juegos Olímpicos de Pekín 2008 compitió en la prueba de doble scull ligero (al lado de Jrysa Biskitzí) y finalizó en la sexta posición. En Londres 2012 compitió en la misma prueba y ganó la medalla de bronce (con Jristina Yazitzidu) al terminar tercera en la final, por detrás de los botes del Reino Unido y China.
Se coronó tres veces campeona mundial (en 2009 con Biskitzí, y en 2011 y 2012 con Yazitzidu). Consiguió el título europeo en cinco ocasiones. Además, obtuvo dos medallas en el Campeonato Mundial de Remo de Mar, en los años 2013 y 2016.

## Palmarés internacional
| Juegos Olímpicos   | Juegos Olímpicos            | Juegos Olímpicos  | Juegos Olímpicos        |
| Año                | Lugar                       | Medalla           | Prueba                  |
| ------------------ | --------------------------- | ----------------- | ----------------------- |
| 2012               | Londres (Reino Unido)       | Medalla de bronce | Doble scull ligero      |
| Campeonato Mundial |                             |                   |                         |
| Año                | Lugar                       | Medalla           | Prueba                  |
| 2006               | Eton (Reino Unido)          | Medalla de bronce | Doble scull ligero      |
| 2009               | Poznań (Polonia)            | Medalla de oro    | Doble scull ligero      |
| 2010               | Cambridge (Nueva Zelanda)   | Medalla de bronce | Doble scull ligero      |
| 2011               | Bled (Eslovenia)            | Medalla de oro    | Doble scull ligero      |
| 2012               | Plovdiv (Bulgaria)          | Medalla de oro    | Scull individual ligero |
| Campeonato Europeo |                             |                   |                         |
| Año                | Lugar                       | Medalla           | Prueba                  |
| 2007               | Poznań (Polonia)            | Medalla de oro    | Doble scull ligero      |
| 2008               | Maratón (Grecia)            | Medalla de oro    | Doble scull ligero      |
| 2009               | Brest (Bielorrusia)         | Medalla de oro    | Doble scull ligero      |
| 2010               | Montemor-o-Velho (Portugal) | Medalla de oro    | Doble scull ligero      |
| 2011               | Plovdiv (Bulgaria)          | Medalla de oro    | Doble scull ligero      |
| 2012               | Varese (Italia)             | Medalla de plata  | Doble scull ligero      |